# Linas Jonauskas

Linas Jonauskas, 2024

Linas Jonauskas (* 11. Juli 1979 in Mažeikiai) ist ein litauischer sozialdemokratischer Politiker, Seimas-Mitglied, ehemaliger Vizeminister, Leiter von Lietuvos socialdemokratinio jaunimo sąjunga (junge Sozialdemokraten Litauens).

## Leben
Nach dem Abitur 1997 an der Senamiesčio-Mittelschule und Schule für junge Leader in Mažeikiai studierte Linas Jonauskas an der Gedimino technikos universitetas in der litauischen Hauptstadt Vilnius. 2007 absolvierte er das Bachelorstudium der Sozialpädagogik und danach studierte er Sozialarbeit im Masterstudium am Institut für soziale Kommunikation der Vilniaus pedagoginis universitetas. Von 1998 bis 2000 arbeitete er als Lehrer in Mažeikiai.
Von 2000 bis 2004 war Linas Jonauskas Gehilfe des Mitglieds von Seimas.
2007 war er Berater des Ministerpräsidenten Gediminas Kirkilas. Ab Dezember 2012 war er stellvertretender Umweltminister Litauens, bis 2014 Stellvertreter von Valentinas Mazuronis und von 2014 bis 2016 Stellvertreter von Kęstutis Trečiokas im Kabinett Butkevičius.
Bei Parlamentswahl in Litauen 2020 wurde Linas Jonauskas Seimas-Mitglied in der Liste der LSDP. Im 13. Seimas ist er Mitglied des Umweltschutzausschusses.
Er ist verheiratet und hat den Sohn Elvinas.